# 南浔天主堂
南浔天主堂（玫瑰圣母堂）是天主教杭州教区的一座教堂。位于湖州市南浔区南浔镇浔东村。

## 历史
在清雍正以后的禁教时期，仍有传教士潜藏于小船内，昼伏夜出进行传教。此后，南浔的天主教教友以渔民为主。1904年，南浔孙家坝(浔东村)开辟传教场所。1926年，爱尔兰神父建造了哥特式风格的南浔天主堂，建筑面积1400平方米。由爱尔兰神父传教，约有500名教友，仍以渔民为主。1953年，外籍神父回国，由中国神父主持，仍有少数渔民进堂。文化大革命期间教堂完全关闭。1985年教堂恢复，由修女负责，逢大瞻礼才有杭州派神父来行圣事。
2011年2月25日，南浔天主堂被公布为湖州市文物保护单位。